# Municipalità di Manly
La municipalità di Manly è una local government area che si trova nel Nuovo Galles del Sud. Si estende su una superficie di 15 chilometri quadrati e ha una popolazione di 41.925 abitanti. La sede del consiglio si trova a Manly.